# Hevosluoto (halvö)
Hevosluoto är en halvö i Finland.   Den ligger i landskapet Egentliga Finland, i den sydvästra delen av landet, 170 km väster om huvudstaden Helsingfors. Hevosluoto ligger på ön Otava.